# Banco Español de Algas
El Banco Español de Algas (BEA) es un servicio nacional de I+D+i gestionado por la Fundación Canaria Parque Científico Tecnológico de la Universidad de Las Palmas de Gran Canaria (ULPGC) que tiene como objetivos básicos el aislamiento, identificación, caracterización, conservación y suministro de microalgas y cianbacterias.

## Introducción
Además de las funciones de aislamiento, identificación, caracterización, conservación y suministro de microalgas y cianobacterias, clásicas de toda colección de microorganismos, el BEA pretende ser un servicio que facilite el desarrollo de un nuevo sector bioindustrial basado en el cultivo y aplicaciones de las microalgas.
El BEA es miembro de la Organización Europea de Colecciones de Cultivos (ECCO) desde 2001 y de la Federación Mundial de Colecciones de Cultivos (WFCC) desde 2003, y está incluido en el Centro Mundial de Datos sobre Microorganismos (WFCC-MIRCEN) con el número de registro 837.
El BEA está acreditado ante el Gobierno de España como Autoridad Internacional para el depósito de microorganismos, conforme a las disposiciones del Tratado de Budapest, por la resolución n.º 239 de la OMPI (Organización Mundial de la Propiedad Intelectual) de fecha 28 de octubre de 2005. Esta acreditación confiere al BEA la función de depósito de algas con fines de reconocimiento de la propiedad intelectual ante la Organización Mundial de la Propiedad Intelectual y la Oficina Española de Patentes y Marcas (OEPM).
En el BEA se conservan cepas de regiones tropicales y subtropicales, en particular de la región macaronésica. Los códigos de las cepas de estos cultivos comienzan por las siglas BEA. Los cultivos no axénicos llevan el sufijo "B" al final del código de la cepa.

## Historia
1985. Comienza la conformarse el embrión del grupo de Algología Aplicada de la, entonces, Universidad Politécnica de Canarias, con el lema “con sol y agua de mar se puede cultivar algo más que turistas”.
1995. Se inicia la creación de una colección de microalgas en el Instituto de Algología Aplicada (IAA)-ULPGC (actual CBM-ULPGC), gracias a la generosa colaboración del Dr. Ziiadine Ramazanov (científico de la ex-Unión Soviética, formado en el Instituto de Fisiología Vegetal y Astrobiología de la Academia de Ciencias de la Unión Soviética, que trabajó en el IAA durante 1995 -96) el cual cede al IAA su colección personal de microalgas. Hasta estas fechas el Instituto de Algología Aplicada sólo trabajaba con macroalgas en los campos de: cultivo in vitro, genética de poblaciones y cultivo intensivo.
1996. El CBM-BNA pierde la mayor parte de la colección de microalgas por un corte de suministro eléctrico que dura 5 meses. El Dr. Ramazanov emigra a Estados Unidos, publica varios libros y crea una empresa de biotecnología vegetal.
1998. Se inician los trámites para conseguir la acreditación del Banco Nacional de Algas como Autoridad Internacional de Depósito por la OMPI, conforme al Tratado de Budapest. La OEPM y la Colección Española de Cultivos Tipo, (Universidad de Valencia) colaboran con esta institución para realizar los trámites de acreditación internacional del BNA, que se prolongan hasta 2005.
1999. Escrito de apoyo del Vicepresidente del Consejo Superior de Investigaciones Científicas (Dr. Miguel García Guerrero, CSIC- MEC) (Ministerio de Educación y Ciencia) para la consolidación del Banco Nacional de Algas (tras su visita de inspección a las instalaciones del entonces denominado Centro de Algología Aplicada-ULPGC).
Escrito de apoyo de la Sociedad Española de Ficología para la consolidación del BNA (tras su visita de inspección a las instalaciones del entonces denominado Centro de Algología Aplicada-ULPGC).
El rectorado de la ULPGC firma un convenio para el desmantelamiento del CBM-BNA. Se establece un arduo litigio entre el director del CBM y el rectorado, que finaliza en 2003 con sentencia irrevocable del Tribunal Constitucional. El CBM-BNA no es desmantelado.
2000. El BNA es aceptado como miembro de ECCO (European Culture Collection Organization)
2001. El Congreso de los Diputados (Proposición no de ley 161/000706, de 30 de abril de 2001, Núm. 170) insta al Gobierno a establecer el Banco Nacional de Algas y su acreditación como Autoridad Internacional de Depósito, conforme al Tratado de Budapest, en el Centro de Algología Aplicada (actual CBM) de la ULPGC.
2003. El BNA ingresa como miembro de la WFCC (World Federation for Culture Collections), y es registrado con el número 837 en el Centro de Mundial de Datos para Microorganismos.
La ULPGC sanciona el reglamento de funcionamiento del CBM, en el que se define al Banco Nacional de Algas como uno de los dos servicios (además del de Citometría de Flujo) que oferta el Centro de Biotecnología Marina-ULPGC. El CBM y el BNA son reconocidos finalmente por la ULPGC.
2004. El Ministerio de Educación y Ciencia concede la primera y única ayuda económica específica que ha obtenido el BNA hasta el 2010 (todas las demás solicitudes locales, regionales y nacionales fallaron), a través de su programa de ayudas a Acciones Complementarias 2003-2006.
El BNA colabora en el estudio del primer floramiento (bloom) masivo de algas tóxicas oceánicas en Canarias (verano 2004), encargado por la Consejería de Agricultura, Pesca y Alimentación del Gobierno de Canarias. Consecuencia de estos trabajos fue el artículo “Novel bloom of Trichodesmium erythraeum in the NW African Upwelling”.
El año anterior el CBM-BNA había advertido del riesgo de floración de microalgas tóxicas por especies de Aphanizomenon en las presas de la isla de Gran Canaria. Cuando tres meses más tarde la floración de cianobacterias tóxicas fue evidente, se tuvo que cerrar la cuenca hidrográfica y cancelar los riegos.
Se certifican ingresos hospitalarios en Canarias por consumo de peces conteniendo toxinas de microalgas. Comienzan a calar en los responsables institucionales los riesgos de HAB (harmful algae blooms) y su previsible aumento por efecto del cambio climático.
2005. EL BNA adquiere la acreditación como Autoridad Internacional de Depósito a los fines de procedimiento en materia de patentes. El complejo trámite de acreditación internacional del BNA/CBM como Autoridad Internacional de Depósito (a efectos de patentes) conforme al Tratado de Budapest se culmina con éxito el 28 de octubre de 2005, fecha en la que se publica su acreditación en el Boletín Oficial de la OMPI (Budapest Notification No. 239).
El BNA organiza el Tropical and subtropical cyanoprokaryota workshop 2005 (TSCW2005), en colaboración con: Proexca, Consejería de Industria del Cabildo de Gran Canaria, Fundación Caja Rural de Canarias, La Caixa, rectorado de la ULPGC, Facultad de Ciencias del Mar de la ULPGC y la empresa spin-off Seaweed Canarias.
2007. El MEC concede financiación de una plaza de Técnico de infraestructura científico-tecnológicas para el servicio del Banco Nacional de Algas (BNA).
2009. La Ministra de Ciencia e Innovación, Dra. Cristina Garmendia, anuncia la consolidación del BNA-CBM.

“El BNA funcionará como un servicio nacional de estudio y promoción de bioindustrias basadas en microalgas, creará y mantendrá una colección propia, aprovechando las expediciones de barcos oceanográficos españoles, y proporcionará muestras a laboratorios y empresas que lo demanden, para su estudio y eventual aplicación tecnológica”.

A finales del 2009 el Ministerio de Ciencia e Innovación del Gobierno de España (MICINN) concreta la concesión de €2 900 000 para la consolidación del BNA (23 de julio de 2009), con cargo al proyecto microalgas del PLAN-E.
El CBM es incluido en el Polo de Desarrollo Marino de Canarias, sito en Taliarte, Gran Canaria. El BNA contribuye a afianzar la solicitud para la calificación de “campus de excelencia” a la propuesta conjunta de Campus Tricontinental presentada por la ULPGC y la ULL (Universidad de La Laguna) al Ministerio de Educación.
Se firma el convenio de colaboración destinado a la consolidación del BNA entre el MICINN (a través del Instituto Español de Oceanografía, (IEO), la ULPGC (a través de la Fundación Canaria de Parques Científicos y Tecnológicos de la ULPGC) y la Agencia Canaria de Investigación, Innovación y Sociedad de la Información (ACIISI), por el que se crea una comisión de gestión, constituida por dos representantes de cada organismo, encargada de la implementación del proyecto.
2010. En marzo de 2010 comienzan las obras de remodelación de los laboratorios del CBM-BNA y las contrataciones para la ejecución de dicho proyecto del Plan-E, cuyo plazo de ejecución, inicialmente previsto para diciembre de 2010, se amplía finalmente hasta diciembre de 2011.
Las obras de remodelación interna (no se realizó ampliación alguna de las instalaciones preexistentes) finalizan el 16 de diciembre. Las instalaciones de mobiliario de laboratorios y del equipamiento científico se intensifica (el trabajo científico del CBM-BNA no se detuvo durante 2010, ya que los laboratorios de la planta baja se trasladaron y comprimieron en los servicios, aula, despachos y pasillos del piso superior).
Los Doctores Michael Melkonian y Barbara Melkonian (Universidad de Colonia, Alemania) realizan una estancia de sabático (septiembre de 2010 a marzo de 2011) en el Banco Nacional de Algas.
2011. A mediados de febrero ya están operativas las cámaras y los sistemas y equipamiento básico de cultivo de microalgas.
En la reunión del mes de mayo de la Comisión de Gestión concluye el proceso de cambio de denominación del BNA (Banco Nacional de Algas), pasando a llamarse oficialmente Banco Español de Algas (BEA).
El 2 de junio se autoriza la publicación de la web del BEA, incluyendo los catálogos de productos y servicios.

## Productos
- Cepas: Catálogo general, cepas axénicas, cepas gADN y cepas con ADN secuenciado.
- ADN genómico: El BEA comercializa alícuotas de ADN genómico de la mayoría de nuestras cepas. El ADN genómico se extrae y purifica en la Unidad de Biología Molecular del Centro de Biotecnología Marina de la ULPGC, usando kits comerciales. La concentración y pureza de las muestras de ADN se determinan mediante espectroscopia (NanoDrop, ThermoFisher), electroforesis, amplificación y secuenciación del ARNr. Se suministran 1,25 μg de ADN genómico en forma de alícuotas de 25 μl con una concentración de 50 ng/μl.
- Medios de cultivo y agua de mar: Se pueden adquirir todos los medios de cultivo utilizados por el BEA.

## Servicios
- Identificación de cepas por microscopía: El BEA realiza análisis microscópicos para la identificación de las cepas algales.
- Identificación de cepas por análisis de ADN: El BEA realiza la identificación de cepas de microalgas mediante el análisis de secuencias de ADN.
- ADN "à la carte": El BEA es capaz de extraer el ADN genómico de cultivos de microalgas (del catálogo de BEA o proporcionados por el cliente) a partir de una amplia gama de volúmenes. Por lo general utilizan los kits (Macherey-Nagel y Qiagen) para las extracciones de rutina de ADN genómico.
- Aislamiento y purificación de cepas:  Aislamiento específico de cianobacterias y microalgas de muestras naturales o procedentes de otras fuentes. El BEA ofrece distintos métodos para el aislamiento de las cepas, desde el aislamiento manual tradicional a la separación celular mediante citometría de flujo.